# Mary Ann Nichols
Mary Ann Nichols (26. august 1845 – 31. august 1888), kendt som Polly Nicols, var et af ofrene for den uidentificerede seriemorder Jack the Ripper, som dræbte og maltrakterede flere kvinder i Whitechapel i London i sensommeren og i efteråret 1888.

## Biografi
Mary Ann Nichols blev født som datter af låsesmed Edward Walker og hans kone Caroline. Hun blev gift den 16 januar 1864 med William Nichols. De havde fem børn: Edward John, Percy George, Alice Esther, Sarah Eliza og Henry Alfred. Parrets ægteskab var ustabil og i 1881 gik Mary Ann fra William det var den sidste af mange separationer i løbet af 24 års ægteskab.